# Huck It
Huck It è il secondo album video del gruppo musicale statunitense The Offspring, pubblicato il 12 dicembre 2000 dalla Columbia Records.
È un film-documentario pubblicato sia su DVD che su VHS.
È stato creato durante le registrazioni di Conspiracy of One e contiene svariate canzoni degli Offspring, da Ixnay on the Hombre ad Americana ed anche alcune di Conspiracy of One.
Sono presenti anche numerosi stunt di skateboard eseguiti con una colonna sonora composta da canzoni degli Offspring ed alcuni brani live.
Alcuni di questi sono visibili gratuitamente sul canale YouTube ufficiale della band, offspringtv.

## Tracce
1. Intro
2. Meet Greg K - Viene mostrato uno stunt eseguito da Greg K con la canzone Special Delivery come base musicale. Greg sale su un ripetitore di segnali televisivi e si lancia. Il video non mostra il momento in cui apre il paracadute e scherzosamente mostra il momento in cui un manichino tocca terra dopo il volo dal ripetitore - offspringtv.
3. L.A.P.D. (Live) - offspringtv.
4. Skateboard Huck It - Si tratta di svariati stunt eseguiti con lo skateboard con Huck It in sottofondo - offspringtv.
5. Staring at the Sun (Live) - offspringtv.
6. Meet Ron Welty
7. Meet Dexter - offspringtv.
8. All I Want (Live) - offspringtv.
9. BMX Huck It - offspringtv.
10. Gone Away (Live) - offspringtv.
11. Meet Noodles - Mostra Noodles alle prese con una musica di Johann Sebastian Bach ed anche le sue abilità freestyle sullo snowboard - offspringtv.
12. Crediti

### Tracce bonus DVD
1. The Kids Aren't Alright (Live) - offspringtv.[1]
2. Meet the Crew
3. Random Outtakes

## Formazione
- Dexter Holland - voce, chitarra
- Noodles - chitarra, cori
- Greg K - basso, cori
- Ron Welty - batteria
- Chris "X-13" Higgins - chitarra in The Kids Aren't Alright[2]